# Левая Русская
Левая Русская — река в России, протекает по территории Тазовского района Ямало-Ненецкого АО. Устье реки находится в 243 км по левому берегу реки Русская на высоте 46 метров над уровнем моря. Длина реки составляет 45 км.

## Данные водного реестра
По данным государственного водного реестра России относится к Нижнеобскому бассейновому округу, водохозяйственный участок реки — Таз, речной подбассейн реки — подбассейн отсутствует. Речной бассейн реки — Таз.
Код объекта в государственном водном реестре — 15050000112115300070424.